# Blokhuis (verdedigingswerk)

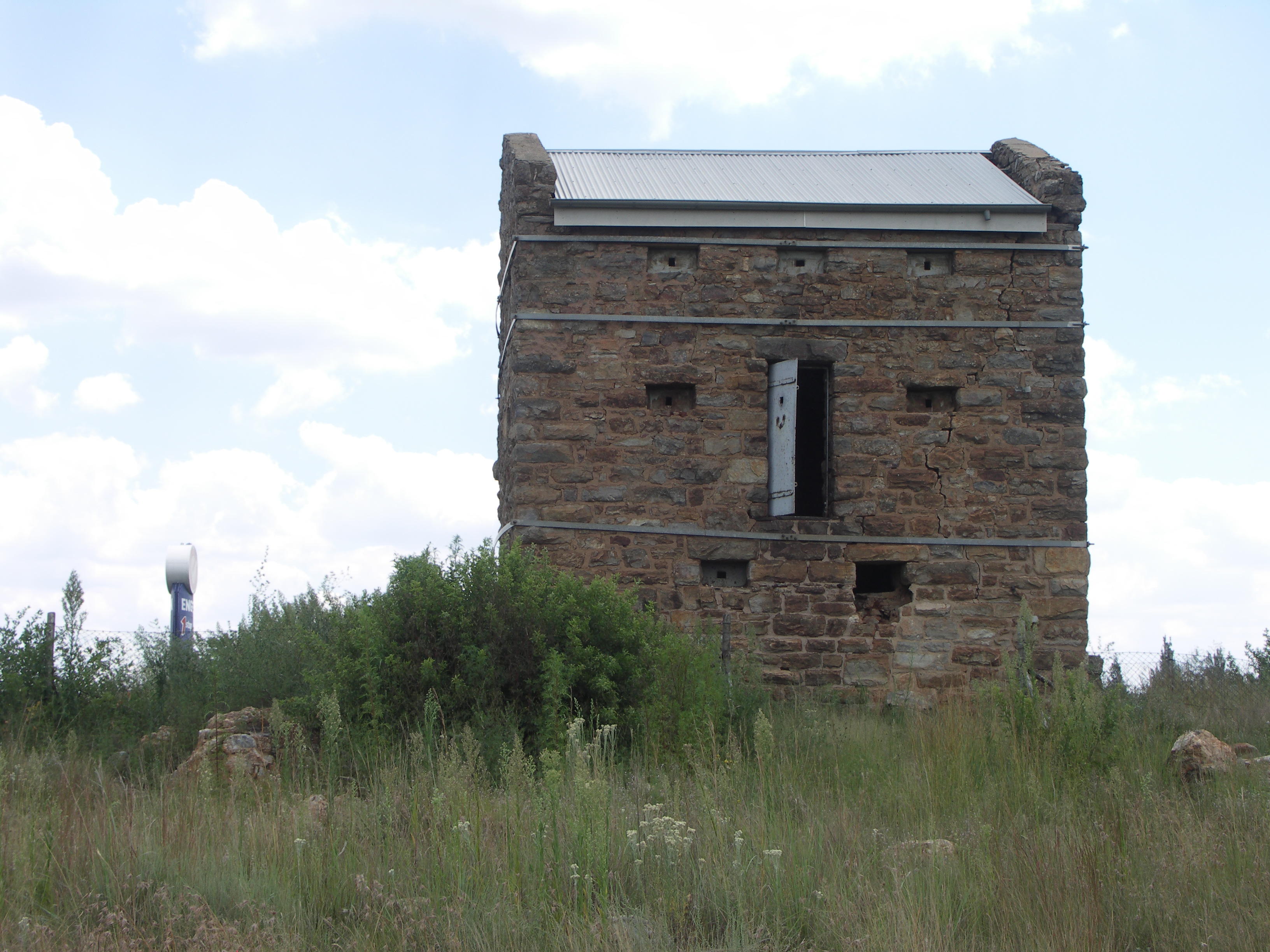
Het Witkop Blockhouse bij Johannesburg in Zuid-Afrika

Blokhuis is een oude benaming voor een klein verdedigingswerk dat strategisch was geplaatst om een doorgang te bewaken. Ze werden, net als stadspoorten, ook wel gebruikt als gevangenis.
Blokhuizen maakten vaak onderdeel uit van een groter systeem, zoals landweren. Het kon ook een controlerende functie hebben van bijvoorbeeld toegangswegen of kruispunten. De bouw van blokhuizen is bekend uit de late middeleeuwen tot en met de 16e eeuw. Blokhuizen kwamen in heel Europa voor. Bij het bouwwerk behoorde dikwijls ook een boerderij. De naam komt van blochuus (balkenhuis), een huis gemaakt van balken. Vanaf de 14e eeuw verbasterde dit woord naar blokhuis. De woorden 'blokkeren' en 'blokkade' zijn hier weer aan ontleend.

## Nederland
In Nederland waren er op verschillende plaatsen blokhuizen. De Friese steden Harlingen, Leeuwarden en Stavoren hadden een blokhuis op een ommuurd terrein waar behalve een gevangenis ook een kasteel en een kerk was gebouwd. Tussen Harmelen en Woerden lag het blokhuis Putcupe, van waaruit de grens tussen het Sticht Utrecht en het Graafschap Holland werd bewaakt. In de huidige gemeente Deurne in de provincie Noord-Brabant bevonden zich blokhuizen in de buurtschappen Leensel, Kerkeind en Sloot.